# Flamingo Las Vegas
 (août 2024).
Si vous disposez d'ouvrages ou d'articles de référence ou si vous connaissez des sites web de qualité traitant du thème abordé ici, merci de compléter l'article en donnant les références utiles à sa vérifiabilité et en les liant à la section « Notes et références ».
Pour les articles homonymes, voir Flamingo.
Le Flamingo Las Vegas est un hôtel-casino de Las Vegas.
Il est situé entre l'Imperial Palace et le Barbary Coast Hotel and Casino, et en face du Caesars Palace. Le Flamingo est le premier hôtel construit à Las Vegas en 1946. À ce jour, il appartient au groupe Harrah's Entertainment.
L'hôtel dispose de plusieurs restaurants (Paradise Garden Buffet, Steakhouse 46, Tropical Breeze Cafe, Ventuno, ...)
Il apparaît dans le jeu vidéo Grand Theft Auto: San Andreas sous le nom de The Pink Swan.

## Histoire
En 1945, le gangster Bugsy Siegel et ses « partenaires » de la mafia américaine viennent à Las Vegas et achètent le El Cortez sur Fremont Street pour 600 000 $. Plus tard, ils le revendent et font un profit de 166 000 $.
Après plusieurs affaires à Las Vegas avec ses partenaires, Siegel ouvre le 26 décembre 1946, le Flamingo, un hôtel de 105 chambres situé à 11 km du Downtown de Las Vegas et qui est considéré comme l'hôtel le plus luxueux du monde.
À l'origine, l'hôtel s'appelait The Pink Flamingo Hotel and Casino.
Siegel perdit rapidement beaucoup d'argent, et contracta une dette de plus de six millions de dollars. De plus, des témoins affirmaient que sa maîtresse, Virginia Hill, détournait de l'argent des fonds de construction dans des comptes de banques en Suisse. Soupçonné de s'enrichir personnellement, il fut exécuté sur décision du « Syndicat » et le Flamingo passa dans les mains d'un autre propriétaire. Le 1er mars 1947, l'hôtel était rebaptisé The Fabulous Flamingo.
L'hôtel proposait de nombreux divertissements, un jardin et plusieurs piscines. Le complexe adopta ensuite un concept de complète expérience.
En 1950, la Champagne Tower ouvrait ses portes.
En 1967, Kirk Kerkorian acquit la propriété. L'hôtel devenu une part de la société de Kerkorian : International Leisure Company.
L'hôtel a été acheté par la Hilton Corporation en 1972 et devint the Flamingo Hilton en 1974. Les panneaux de signalisation du Flamingo datant de cette période sont aujourd'hui fièrement conservés au Neon Museum.
En 1998, l'hôtel changea encore de propriétaire et fut acquis par la Park Place Entertainment qui fut renommé en 2004 Caesars Entertainment. Le Flamingo perdit son nom pour être rebaptisé Flamingo Las Vegas.
L'hôtel au thème des îles (Antilles, Caraïbes) accueillit un nouveau restaurant, le Jimmy Buffett's Margaritaville qui ouvrit ses portes en 2004. Une parcelle du casino Flamingo fut thématisée et renommée Margaritaville Casino, attenant au restaurant bar à thème polynésien  tiki et d'une île paradisiaque imaginaire, et à la boutique du même nom.
En 2005, Harrah's Entertainment rachetait Caesars Entertainment et l'hôtel passa aux mains de la société de divertissement Harrah.
Toni Braxton remplaça Wayne Newton pour son show au Flamingo le 3 août 2006.
En novembre 2006, le Flamingo annonçait que le spectacle de Toni Braxton serait prolongé jusqu'en 2007.

## Les services de l'hôtel

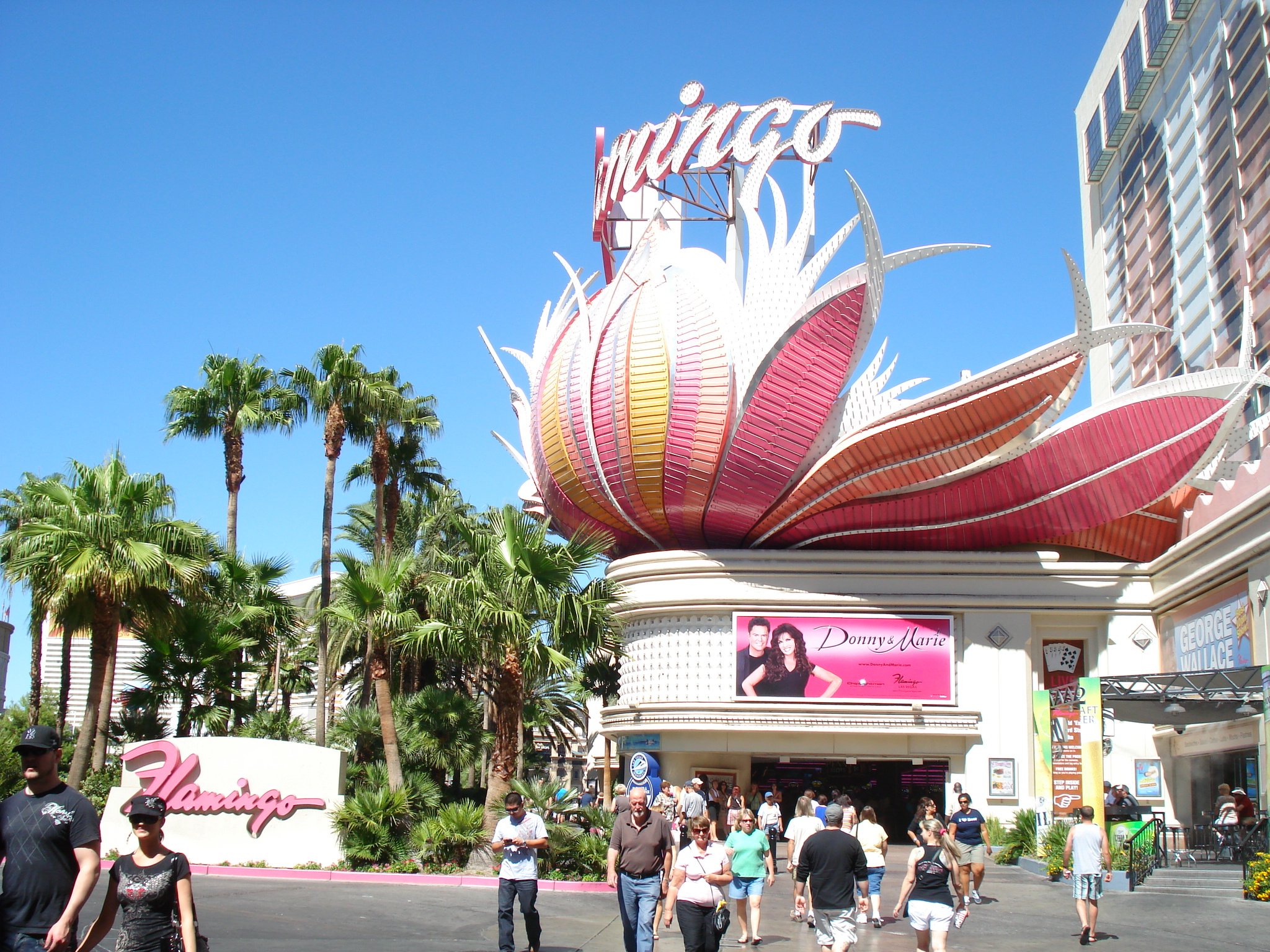
Une des entrées du casino.

L'hôtel propose 3 626 chambres réparties sur 30 étages. L'hôtel mesure 114 mètres de haut (soit 374 pieds).
Le casino offre une surface de jeux d'un peu plus de 7 150 m² contenant 2 100 machines à sous et de nombreuses tables de jeux. Le casino a aussi un Race and Sport Book (Salle de Paris Sportifs) contenant 92 places assises (64 pour les courses, 22 pour les sports, 10 pour les "évènements").
L'hôtel dispose de plusieurs restaurants :
- Bugsy & Meyer's Steakhouse
- Carlos ‘n Charlie’s
- Pinky's by Vanderpump
- Bonanno's New York Pizzaria
- Johnny Rocket (hamburger)
- Wingzone (poulet)
- Nathan Famous (hot dog)

L'hôtel dispose de plusieurs cafés :
- Nook Express
- Starbucks

L'hôtel dispose de divertissements : (shows and live entertainment, George Wallace, Second City, X Burlesque et Toni Braxton) mais aussi d'attractions The Flamingo Las Vegas Wildlife Habitat (habitat où l'on trouve des animaux sauvages, essentiellement des flamants roses).
L'hôtel offre aussi 3 piscines, 1 jacuzzi, 2 spas (The Spa et Alexandra Noel Salon), une chapelle de mariage (The Garden Wedding Chapel). Le Flamingo Go Pool a fait l'objet d'une rénovation de 20 millions de dollars en mai 2025.
Le monorail de Las Vegas a une station au Flamingo.

### Les spectacles au Flamingo
- George Wallace : Comédien
- Second City : Comédie musicale
- Toni Braxton : chanteuse
- RuPaul's Drag Race
- Piff The Magic Dragon